# Юніверсіті-Парк (Нью-Мексико)
Юніверсіті-Парк (англ. University Park) — переписна місцевість (CDP) в США, в окрузі Донья-Ана штату Нью-Мексико. Населення — 3007 осіб (2020).

## Географія
Юніверсіті-Парк розташоване за координатами 32°16′36″ пн. ш. 106°44′47″ зх. д. / 32.27667° пн. ш. 106.74639° зх. д. (32.276764, -106.746330).  За даними Бюро перепису населення США в 2010 році переписна місцевість мала площу 4,01 км², уся площа — суходіл.

## Демографія
Згідно з переписом 2010 року, у переписній місцевості мешкали 4192 особи в 1126 домогосподарствах у складі 484 родин. Густота населення становила 1046 осіб/км².  Було 1230 помешкань (307/км²).
Расовий склад населення:
| - 69,1 % — білих - 6,3 % — азіатів - 5,8 % — корінних американців - 4,7 % — чорних або афроамериканців - 0,3 % — вихідців з тихоокеанських островів - 8,8 % — осіб інших рас |

До двох чи більше рас належало 5,0 %. Частка іспаномовних становила 39,6 % від усіх жителів.
За віковим діапазоном населення розподілялося таким чином: 13,3 % — особи молодші 18 років, 86,3 % — особи у віці 18—64 років, 0,4 % — особи у віці 65 років та старші. Медіана віку мешканця становила 20,2 року. На 100 осіб жіночої статі у переписній місцевості припадало 94,6 чоловіків;  на 100 жінок у віці від 18 років та старших — 92,3 чоловіків також старших 18 років.
Середній дохід на одне домашнє господарство  становив 16 989 доларів США (медіана — 12 344), а середній дохід на одну сім'ю — 20 345 доларів (медіана — 14 412). Медіана доходів становила 24 196 доларів для чоловіків та 22 174 долари для жінок. За межею бідності перебувало 70,8 % осіб, у тому числі 82,2 % дітей у віці до 18 років та 0,0 % осіб у віці 65 років та старших.
Цивільне працевлаштоване населення становило 1029 осіб. Основні галузі зайнятості: освіта, охорона здоров'я та соціальна допомога — 52,5 %, роздрібна торгівля — 16,5 %, мистецтво, розваги та відпочинок — 12,7 %.